# ALPGツアー
WPGAツアー・オブ・オーストラレイジアは、オーストラリアの女子プロゴルフツアー。シーズンは11月から翌年3月まで。
- 1972年、Ladies Professional Golf Association of Australia (LPGAA) として創設；12選手が参加
- 1991年、現在の名前に改名
- 2004年、メンバー数：150名以上

## 主な大会
- ヴォルヴィック RACVレディース・マスターズ（欧州女子ツアーとの合同大会）（ALPGツアー最終戦）
- オーストラリアン女子オープン（LPGA、欧州女子ツアーとの合同大会）
- ニュージーランド女子オープン（欧州女子ツアーとの合同大会）
- NSW女子オープン - 2012年大会でリディア・コが14歳9か月で世界最年少優勝を果たしたのが話題となった[1]。それまでの記録は2007年5月のマンシングウェアオープン KSBカップで優勝した石川遼が持っていた15歳8カ月であった。
- ビクトリア女子オープン

オーストラリア人選手カリー・ウェブは、LPGA、LETと共にALPGツアーに毎年参戦している。